# Terror in the Family
Terror in the Family è un film per la televisione del 1996 diretto da Gregory Goodell.

## Trama
La vicenda parla di una quindicenne, Deena Marten, che vive i consueti complessi adolescenziali con una particolarmente intensa aspirazione a maggior libertà da parte dei suoi genitori.
Inoltre Deena ha un nuovo ragazzo più grande di lei, che la porta sulla cattiva strada.
I genitori preoccupati cercano di capire cosa sta succedendo alla figlia, ma i problemi in famiglia continuano a peggiorare.

## Distribuzione
- Uscita negli USA: : 16 aprile 1996
- Uscita in Australia: : 12 ottobre 1996
- Uscita in Germania: : 10 giugno 1998
- Uscita in Svezia: : 28 ottobre 1998